# Štajerski derbi
Štajerski derbi je nogometna tekma med kluboma NK Maribor in NK Celje.